# تی‌آردبلیو
تی‌آردبلیو (انگلیسی: TRW Inc.) شرکت خودروسازی و هوافضای آمریکایی بود، که در سال ۱۹۰۱ تأسیس شد و در سال ۲۰۰۲ منحل گردید و دارائی‌های آن در شرکت‌های تی‌آردابلیو آتوموتیو، نورثروپ گرامن و گودریچ ادغام شد.